# Generaliserad egenvektor
Inom linjär algebra är en generaliserad egenvektor {\displaystyle \mathbf {v} } till en matris {\displaystyle A} en vektor som hör till ett egenvärde {\displaystyle \lambda } med algebraisk multiplicitet {\displaystyle k\geq 1}.
{\displaystyle (A-\lambda I)^{k}\mathbf {v} =0\,}
För {\displaystyle k=1} är {\displaystyle \mathbf {v} } en vanlig egenvektor.
Man kan också definiera ett generaliserat egenrum till {\displaystyle A} och ett egenvärde {\displaystyle \lambda } med algebraisk multiplicitet {\displaystyle k\geq 1} som:
{\displaystyle N((A-\lambda I)^{k})\,}
Där {\displaystyle N} står för nollrummet.
Generaliserade egenrum används vid framtagning av Jordans normalform.